# Kubaamazon
Kubaamazon (Amazona leucocephala) är en fågel i familjen västpapegojor inom ordningen papegojfåglar.

## Utbredning och systematik
Kubaamazon delas in i fyra underarter:
- Amazona leucocephala leucocephala – förekommer på Kuba och Isle of Pines
- Amazona leucocephala bahamensis – förekommer i Bahamas (Inagua, Abaco och Acklins)
- caymanensis/hesterna-gruppen
  - Amazona leucocephala caymanensis – förekommer på Grand Cayman
  - Amazona leucocephala hesterna – förekommer på Cayman Brac och (tidigare) Little Cayman

## Status
IUCN kategoriserar arten som nära hotad.

## I kulturen
Kubaamazon av underarten caymanensis är nationalfågel för Caymanöarna.

## Bilder

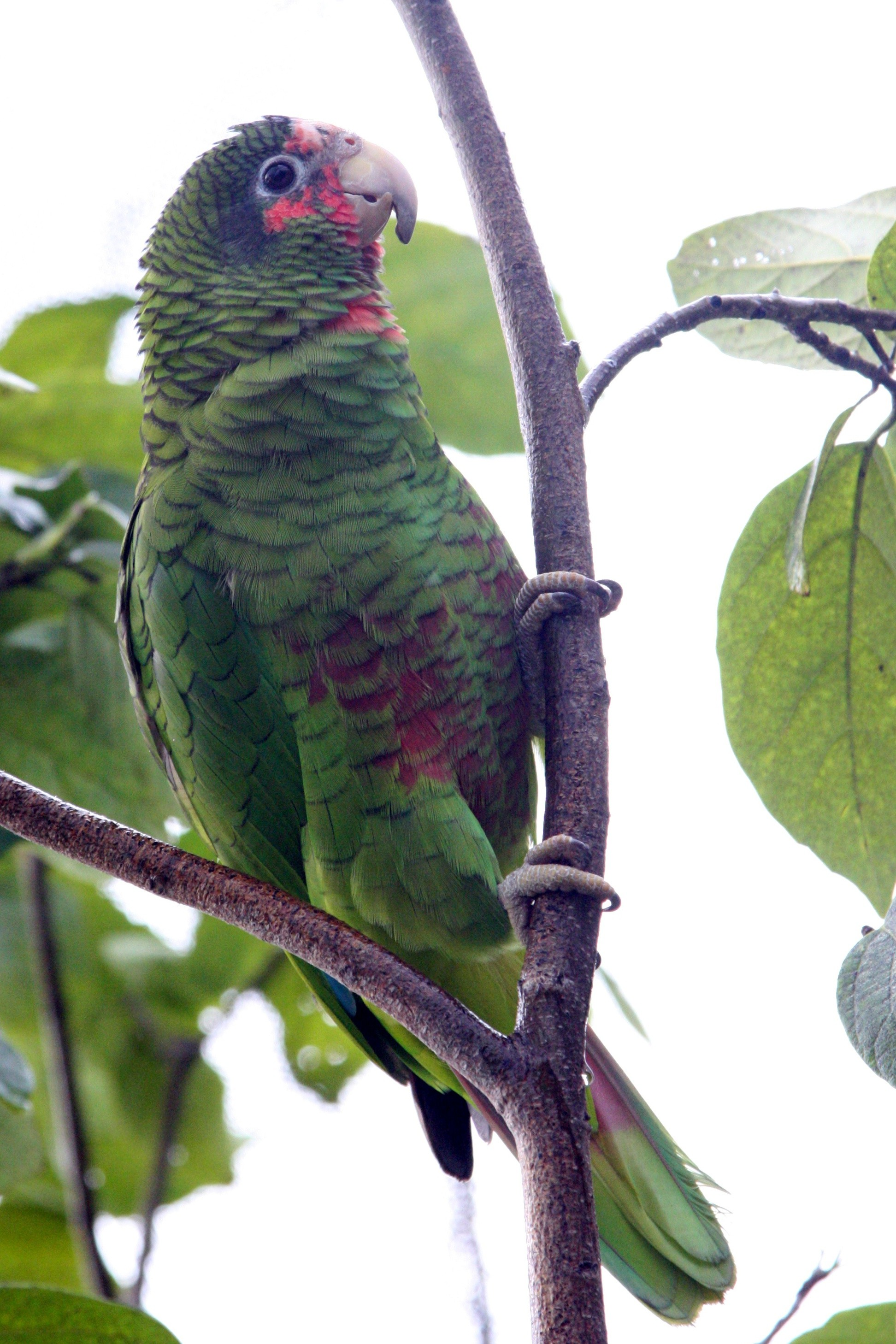
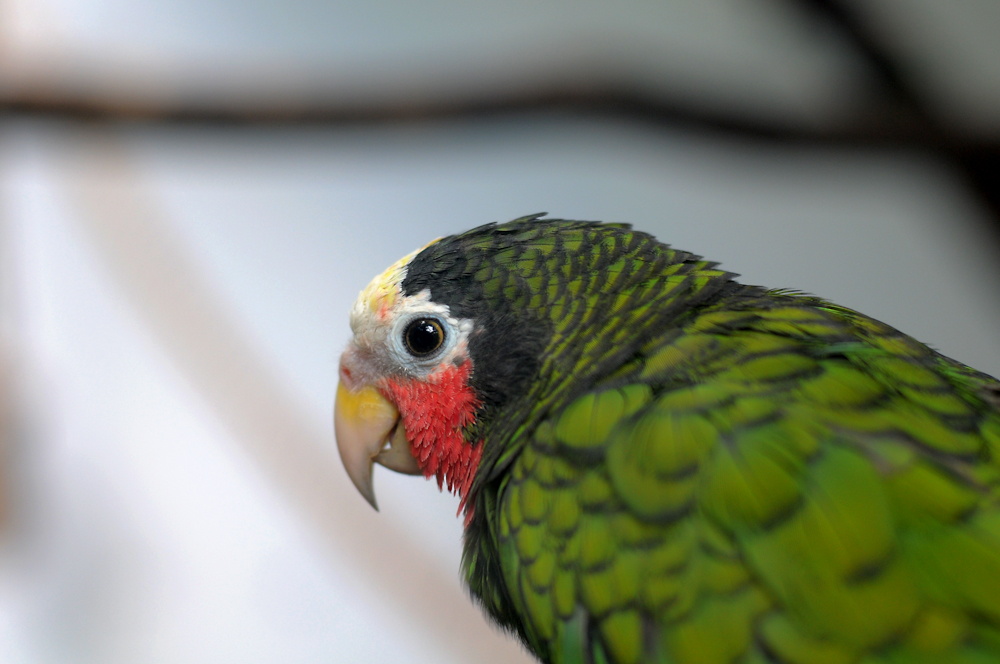
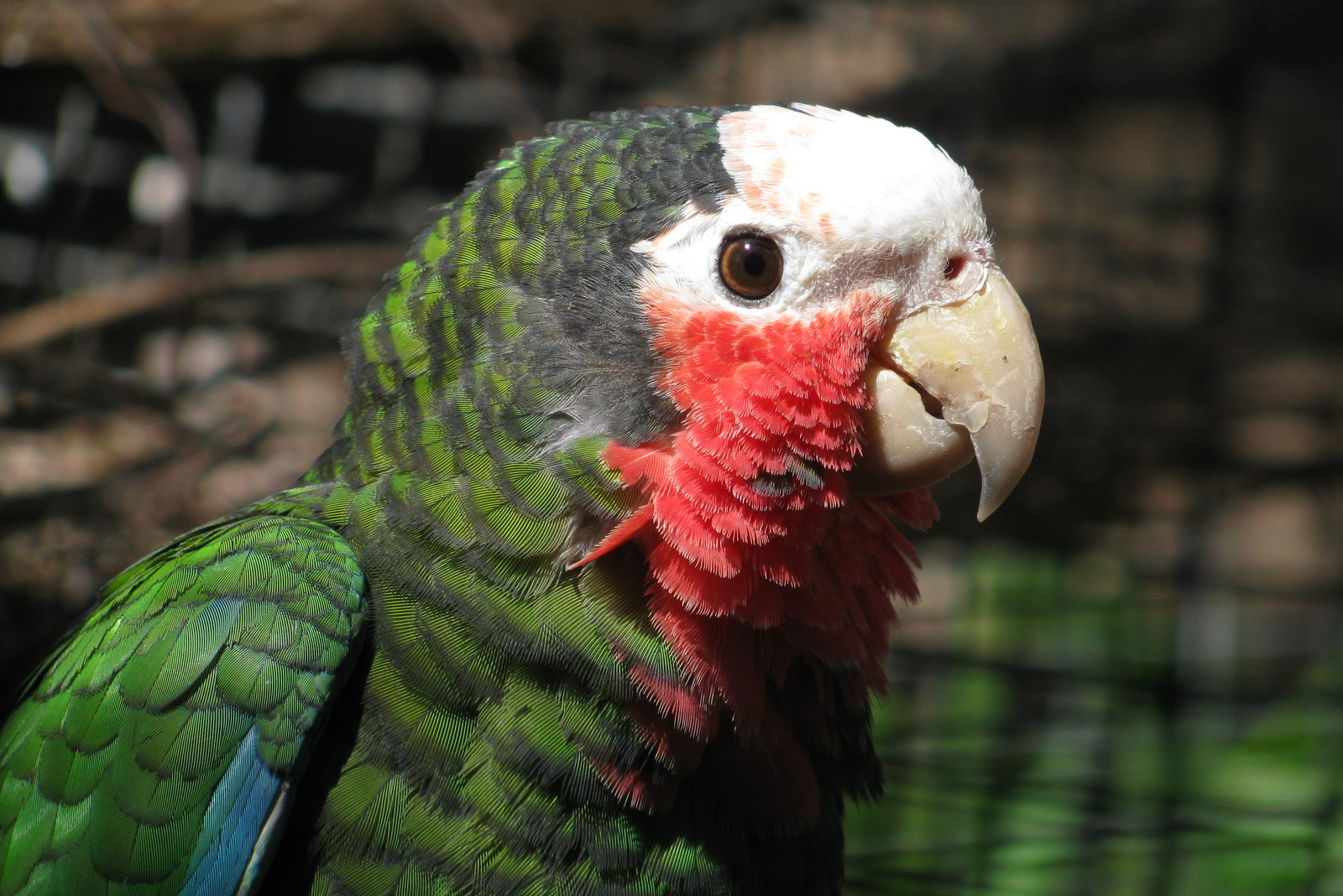
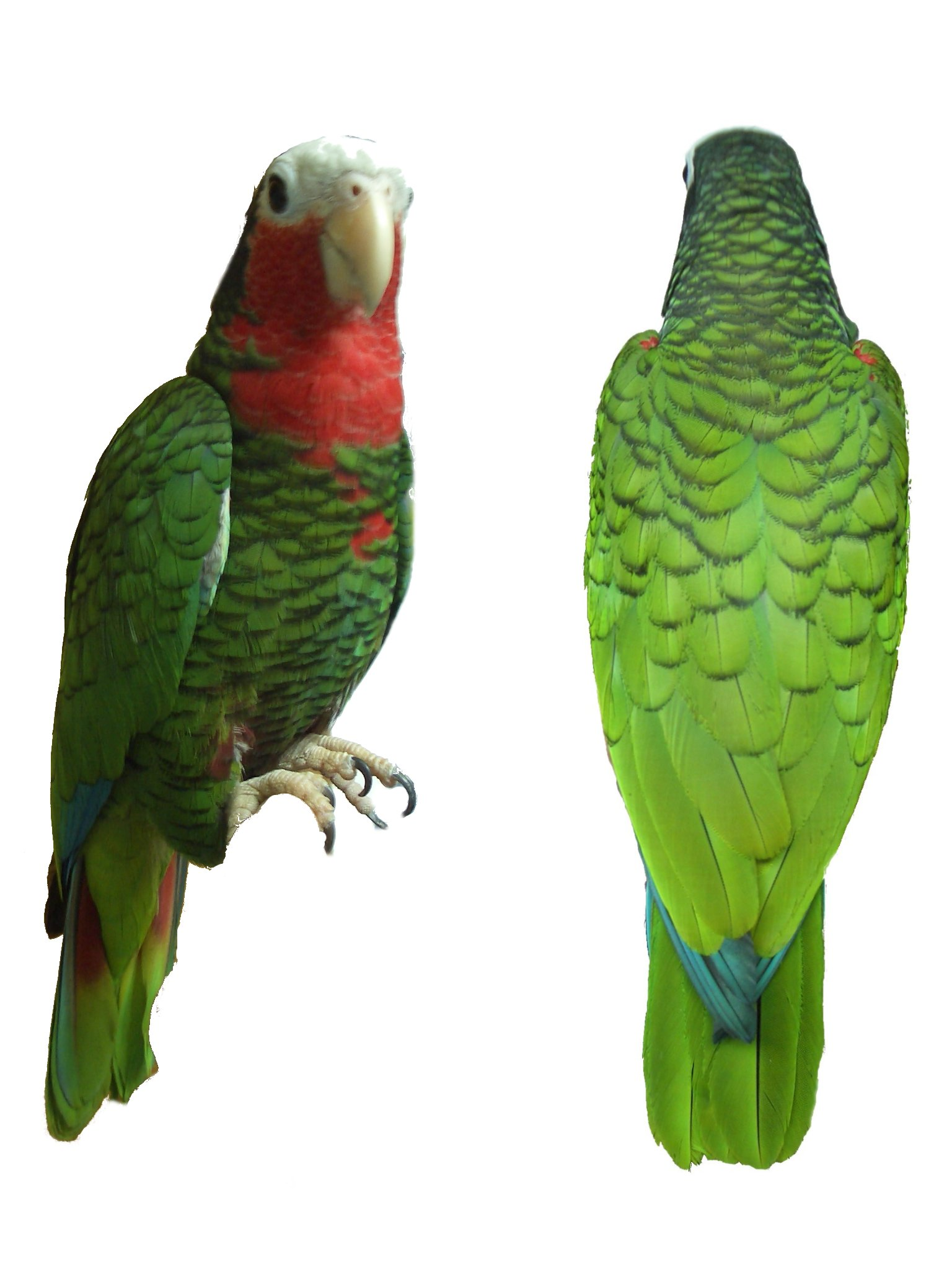
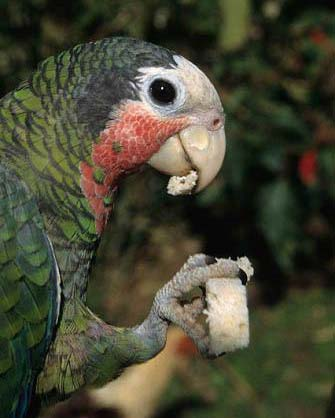
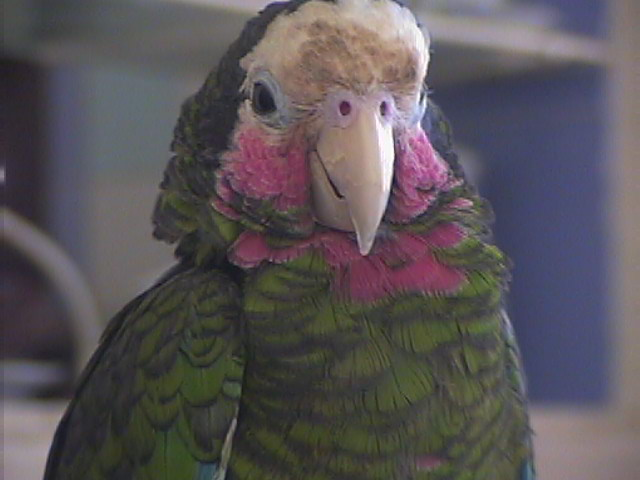
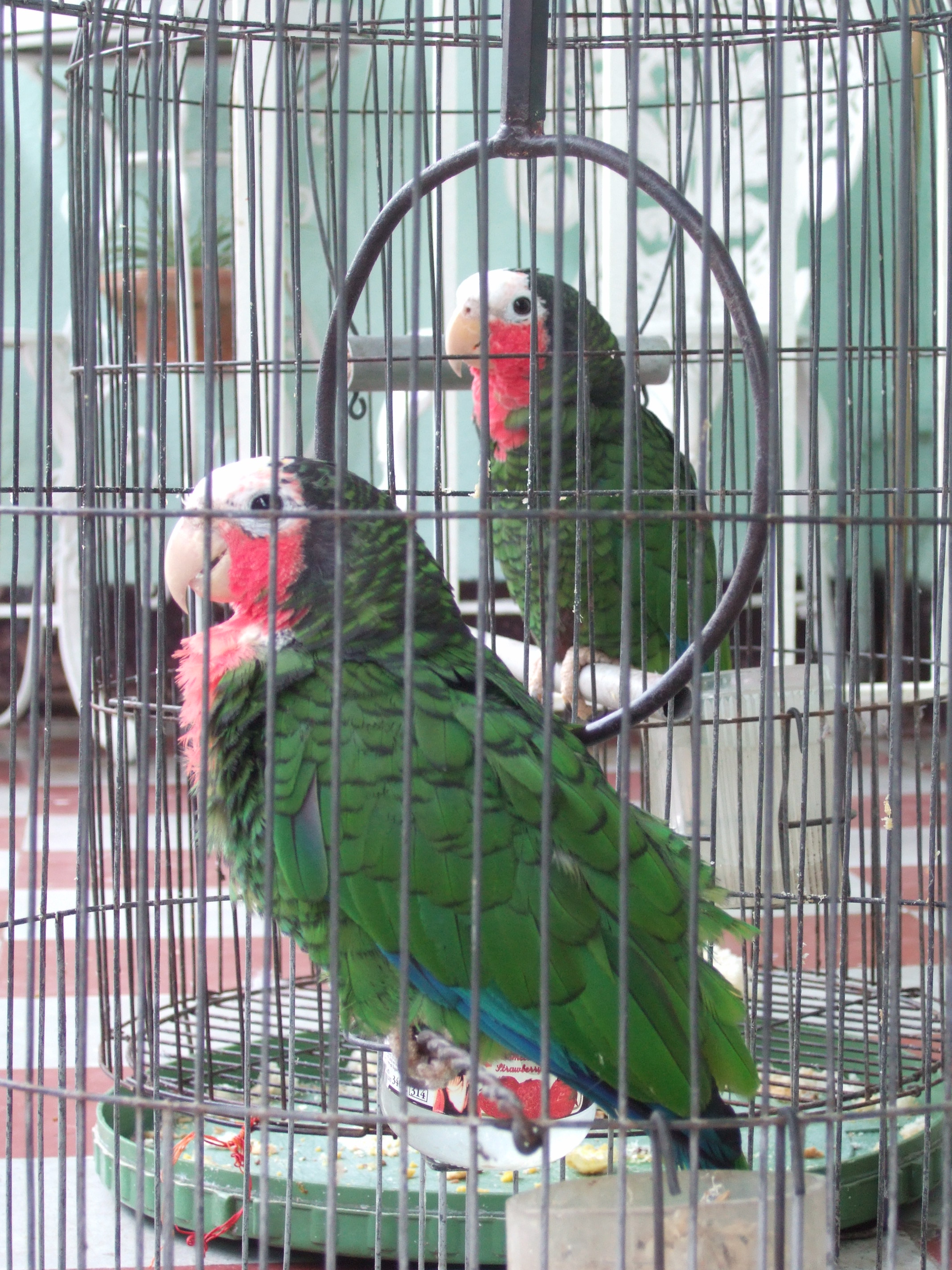
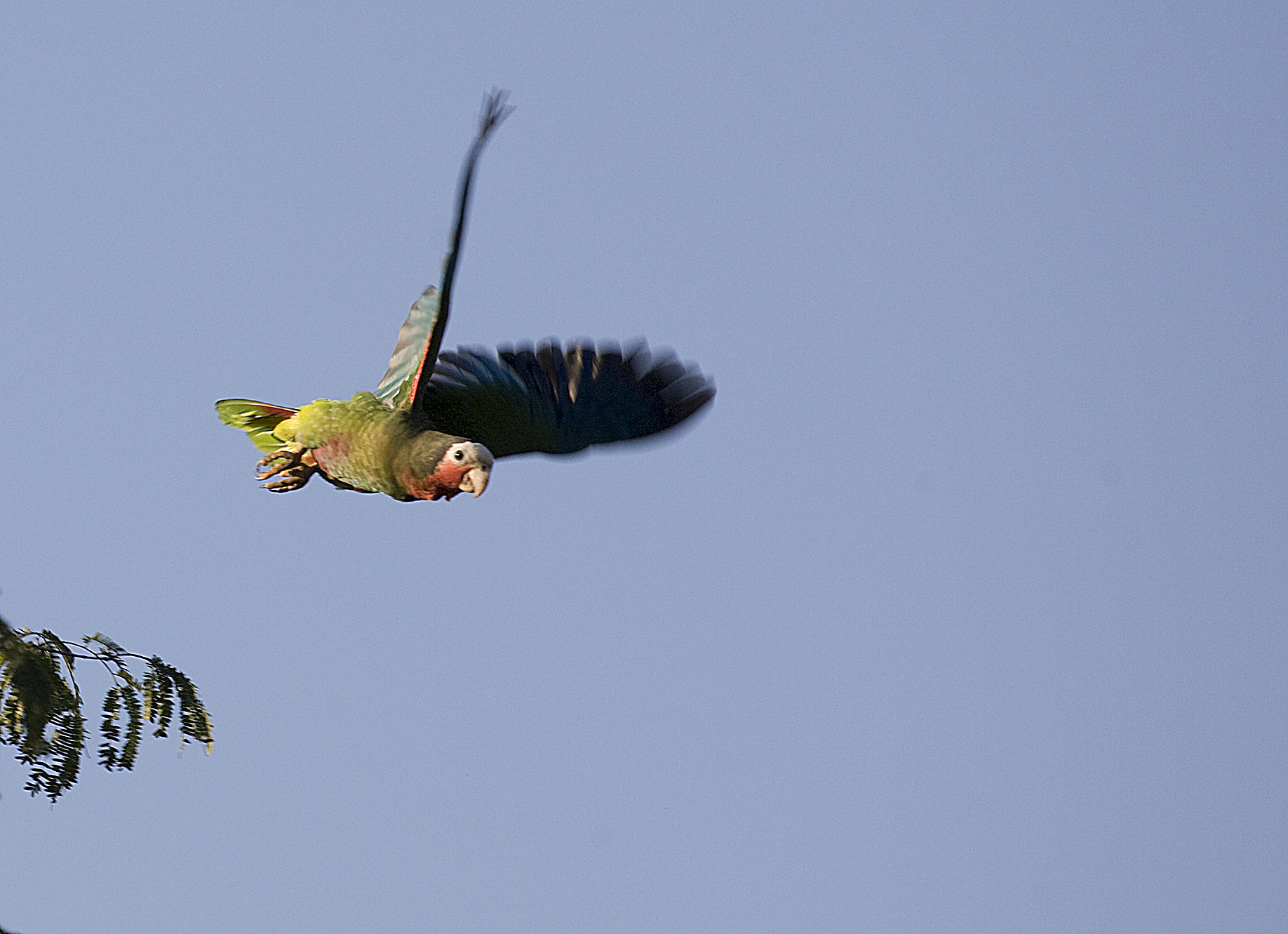